# 押込
押込（おしこめ、押籠）とは、中世から近世にかけての日本で行われた刑罰の一つ。

## 概要
主に武士・庶民に対して適用され、自宅（あるいは自室）などの前に戸を立てて閉鎖（いわゆる｢座敷牢｣）して、一定期間の昼夜の出入・通信を一切禁じて謹慎・幽閉させる措置を取ること。
平安時代、検非違使において生命の危険性のある杖刑や笞刑の代わりに獄舎などに一定期間監禁する召禁と呼ばれる刑罰が行われるようになった。鎌倉時代の御成敗式目にも召禁・召籠という刑罰が喧嘩や悪口の罪に対して適用されている。中世中期以後には獄舎以外の建物で代行される事もあり、これを特に押込（押籠）と称した。
江戸時代には自由刑の一種として比較的軽い罪の場合に適用された。江戸幕府の公事方御定書によれば、武士が主君から賜った宅地を質に入れて訴訟沙汰になったことが明らかになった場合や小規模な失火などに対して適用されている。20日以上100日以下の期間、戸を立てて幽閉する。閉門・逼塞・遠慮が武士のみ、戸〆が庶民にのみ科されたのに対し、押込は武士・庶民を問わず科された。戸〆は門戸に釘を打って閉ざすため、押込の方が軽い刑にあたる。奉行による白州での言い渡しの際は差添人とともに請書をとり、期間が満ちると免ずる言い渡しがあった。場合によっては終身にわたる押込や逆に名目だけの謹慎に留まる場合もあった。
なお、中世から近世にかけて大名家などで行われてきた主君の強制隠居、いわゆる「主君押込」もその延長上において考えるべきだとされている。